# Hypericum roeperianum
Hypericum roeperianum är en johannesörtsväxtart som beskrevs av Wilhelm Philipp Schimper och Achille Richard. Hypericum roeperianum ingår i släktet johannesörter, och familjen johannesörtsväxter. Inga underarter finns listade i Catalogue of Life.

## Bildgalleri

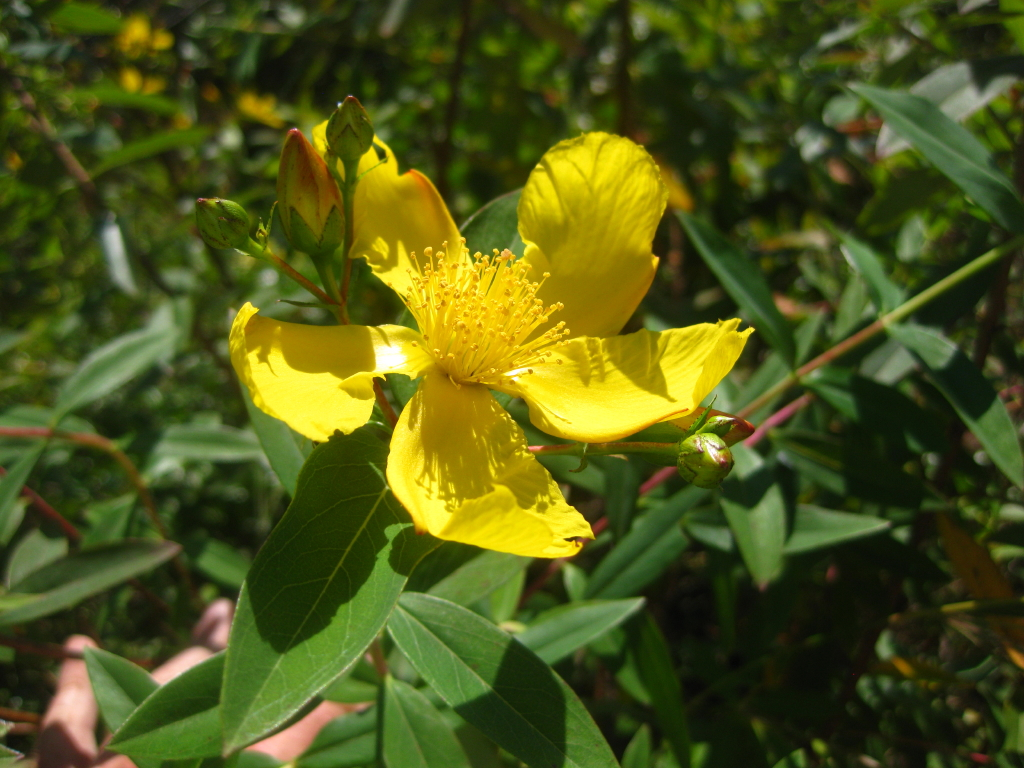